# Estado W
O estado W é um estado quântico emaranhado de três qubits que tem a seguinte forma:
{\displaystyle |W\rangle ={\frac {1}{\sqrt {3}}}(|001\rangle +|010\rangle +|100\rangle )}.
É notável por representar um tipo específico de envolvimento multipartido e por ocorrer em várias aplicações na teoria da informação quântica. As partículas preparadas nesse estado reproduzem as propriedades do teorema de Bell, que afirma que nenhuma teoria clássica de variáveis ocultas locais pode produzir as previsões da mecânica quântica. Foi relatado pela primeira vez por W. Dür, G. Vidal e J. I. Cirac.

## Generalização
A noção de estado W foi generalizada para {\displaystyle n} qubits e depois se refere à superposição quântica com coeficientes de expansão iguais de todos os possíveis estados puros, nos quais exatamente um dos qubits está em um estado excitado {\displaystyle |1\rangle },enquanto todos os outros estão no estado fundamental {\displaystyle |0\rangle }:
{\displaystyle |W\rangle ={\frac {1}{\sqrt {n}}}(|100...0\rangle +|010...0\rangle +...+|00...01\rangle ).}
Tanto a robustez contra a perda de partículas quanto a desigualdade de LOCC com o estado (generalizado) de GHZ também se aplicam ao estado W de {\displaystyle n}-qubit.

## Applicações
Nos sistemas em que um único qubit é armazenado em um conjunto de muitos sistemas de dois níveis, o "1" lógico é frequentemente representado pelo estado W, enquanto o "0" lógico é representado pelo estado {\displaystyle |00...0\rangle }.Aqui, a robustez do estado W contra a perda de partículas é uma propriedade muito benéfica, garantindo boas propriedades de armazenamento dessas memórias quânticas baseadas em conjuntos.